# マーダック
マーダック（MARDUK）は、スウェーデン出身のブラックメタル・バンド。
暴虐性を前面に押し出した「ブルータル・ブラックメタル」の始祖的存在として、各国で支持されている。バンド名は、古代バビロニアで信仰されていた「マルドゥク神」に由来。

## 略歴
初期はスウェディッシュデスの影響を受けており、スラッシーな楽曲が多かったが、1996年にヴォーカリストのリージョンが加入し、その後リリースされた4thアルバム「HEAVEN SHALL BURN... WHEN WE ARE GATHERED」を機に音楽性が激しさを増していった。
2001年にリリースされた、7thアルバム「LA GRANDE DANSE MACABRE」をもってフレドリック・アンデションが脱退してしまうが、エミル・ドラグチノヴィックが加入。また、この年にリリースされた8thアルバム「WORLD FUNERAL」で初の日本盤デビューも果たした

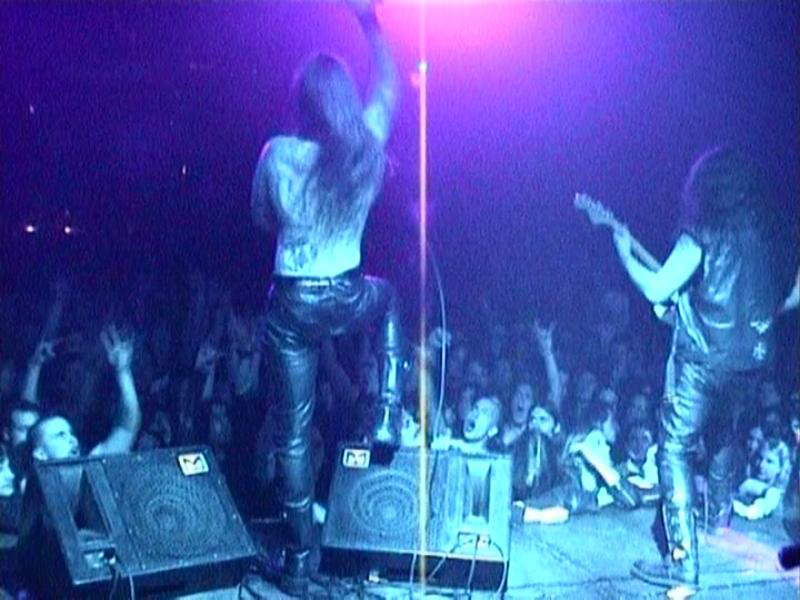
フランス・パリ公演 (2003年)

2003年11月、長年ヴォーカリストを務めたリージョンと同じく長年ベーシストを務めたB・ウォーが脱退。2004年2月に新ヴォーカリストとしてモルトゥース、新ベーシストとして、かつてこのバンドでギタリストを務めていたデーヴォが加入。同年、9thアルバム「PLAGUE ANGEL」を発売した。なおモルトゥースは、フューネラル・ミスト、Triumphatorでヴォーカルを務めるアリオクと同一人物である。

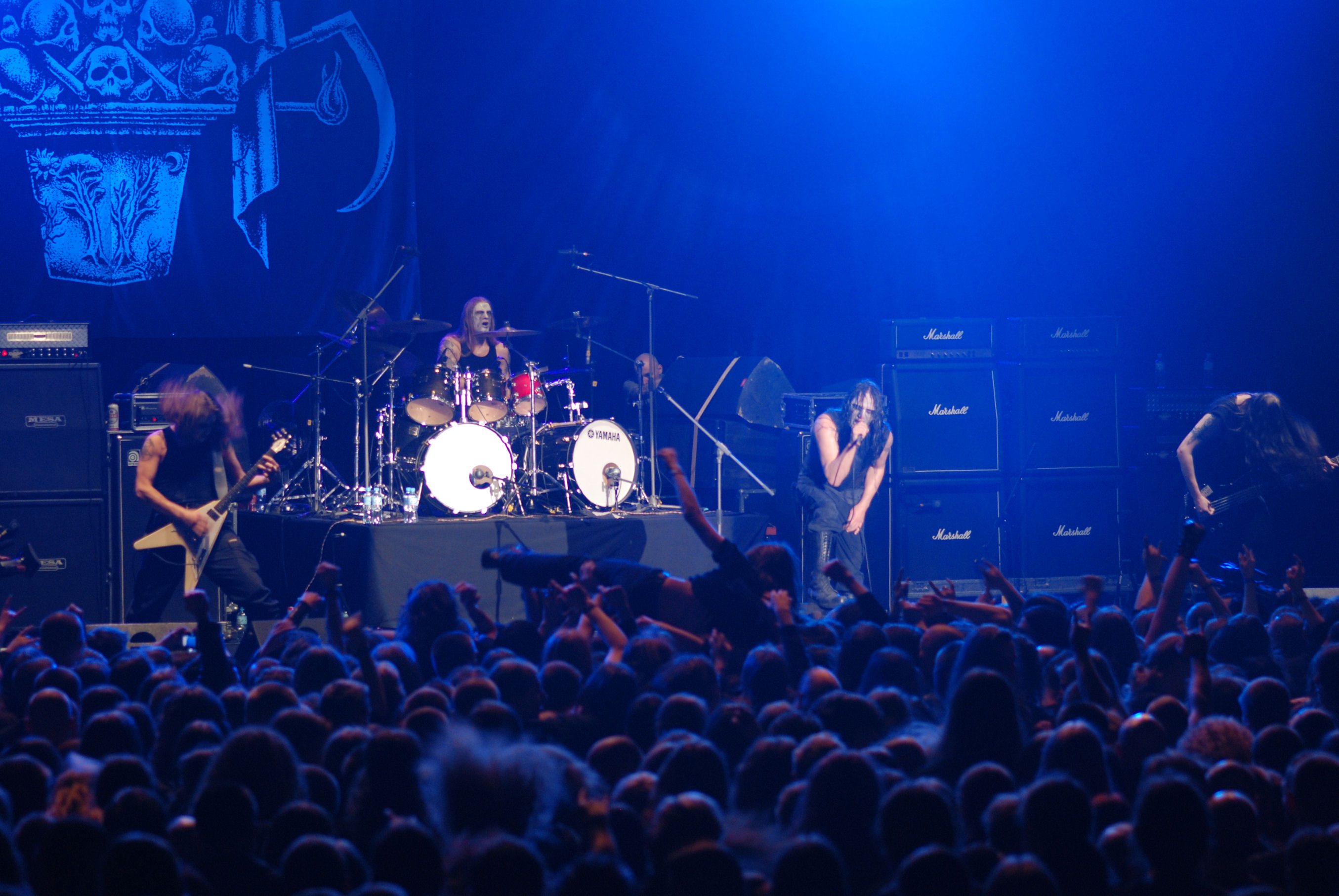
ポーランド・スポデク公演 (2007年3月)

2007年に発売された10thアルバム「ROM 5:12」のレコーディングを最後にドラマーのエミルが脱退してしまう。そのため、ROM 5:12の一部の楽曲では、A・グスタフソンというドラマーが参加している。エミルの後任はラーシュ・ブロッデソンが務めている。
2013年9月に2度目の来日。ノルウェーのブラックメタルバンド、Taakeらと共に仙台、名古屋、福岡、大阪、静岡、東京の二日間の、合計8公演を行った。
同年11月末に、ドラマーのラーシュ・ブロッデソンが脊椎神経の問題で演奏することが難しくなったため、フレドリック・ウィディグスが加入した。
2015年に3度目の来日を果たした。2018年に4度目の来日。
その後、ドラマーのフレドリック・ウィディグスが脱退し、2019年にシモン・シリング (Ds)が加入した。インタビューで中心人物のモルガン・ステインメイヤー・ホーカンソンが語ったところによると、フレドリック自身から人生で別の事に挑戦したいと相談を受けたことが脱退の切っ掛けだった。それに対して、モルガンは「君がやりたいことをしなさい。君の人生だろう (Do whatever you want to do. It's your life.)」と答え、後押ししたという。フレドリックは元々建築学を修めており、バンド活動を辞め、建築家として活動したいとのことであった。また、シモンの加入の切っ掛けは、フレドリックからの紹介であったとことで、加入は非常にスムーズに進んだという。更に2019年末には、ベーシストのディーヴォが脱退。脱退の理由は、スタジオでの活動に軸足を移すためとのこと。

## メンバー

### 現ラインナップ
- ダニエル・"モルトゥース"・ロステン (Daniel "Mortuus" Rostén) - ボーカル (2004- )
- モルガン・"イーヴル"・ステインメイヤー・ホーカンソン (Morgan "Evil" Steinmeyer Håkansson) - ギター (1990- )
- シモン・シリング (Simon Schilling) - ドラムス (2019- )

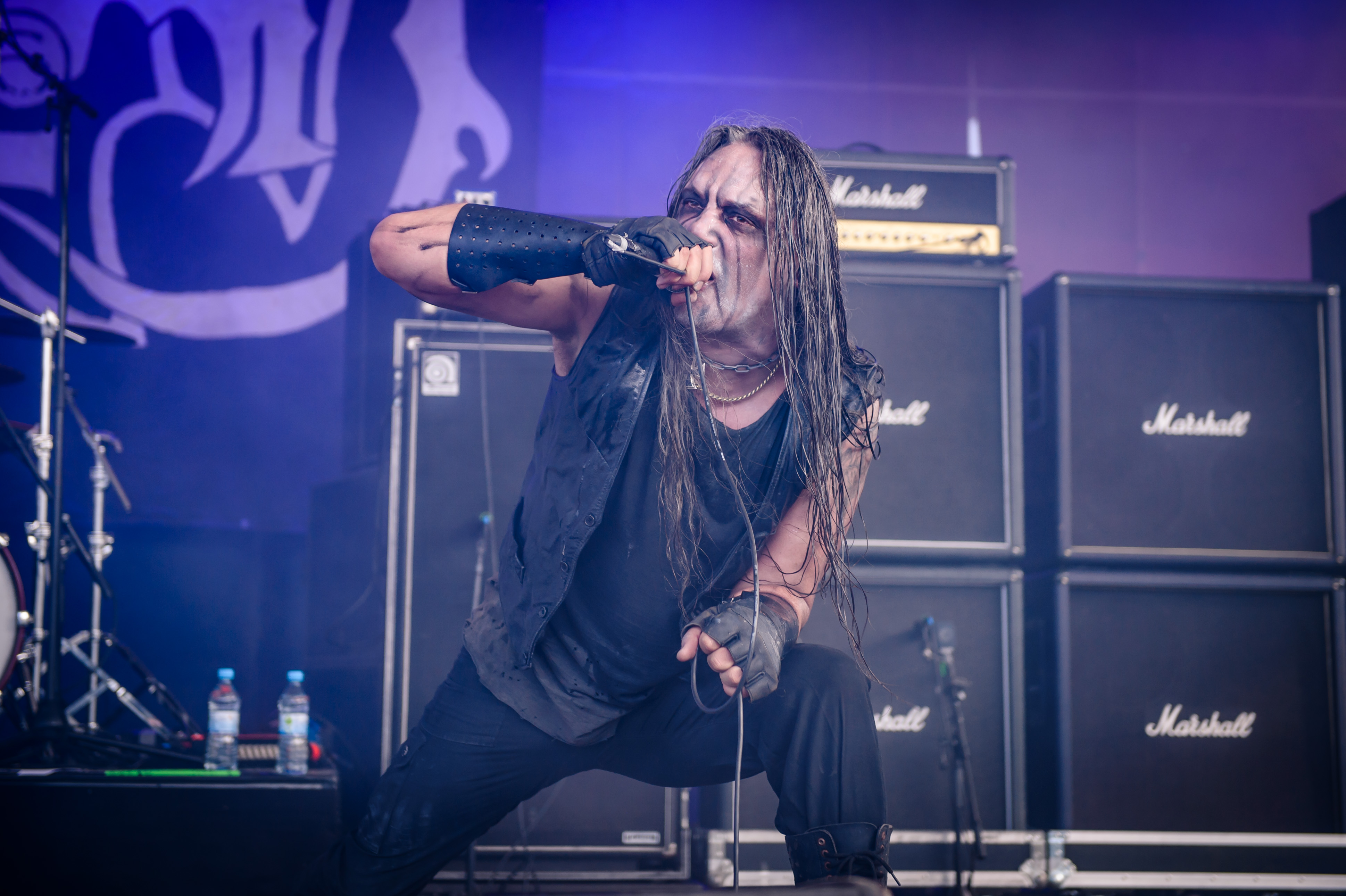
モルトゥース(Vo) 2018年
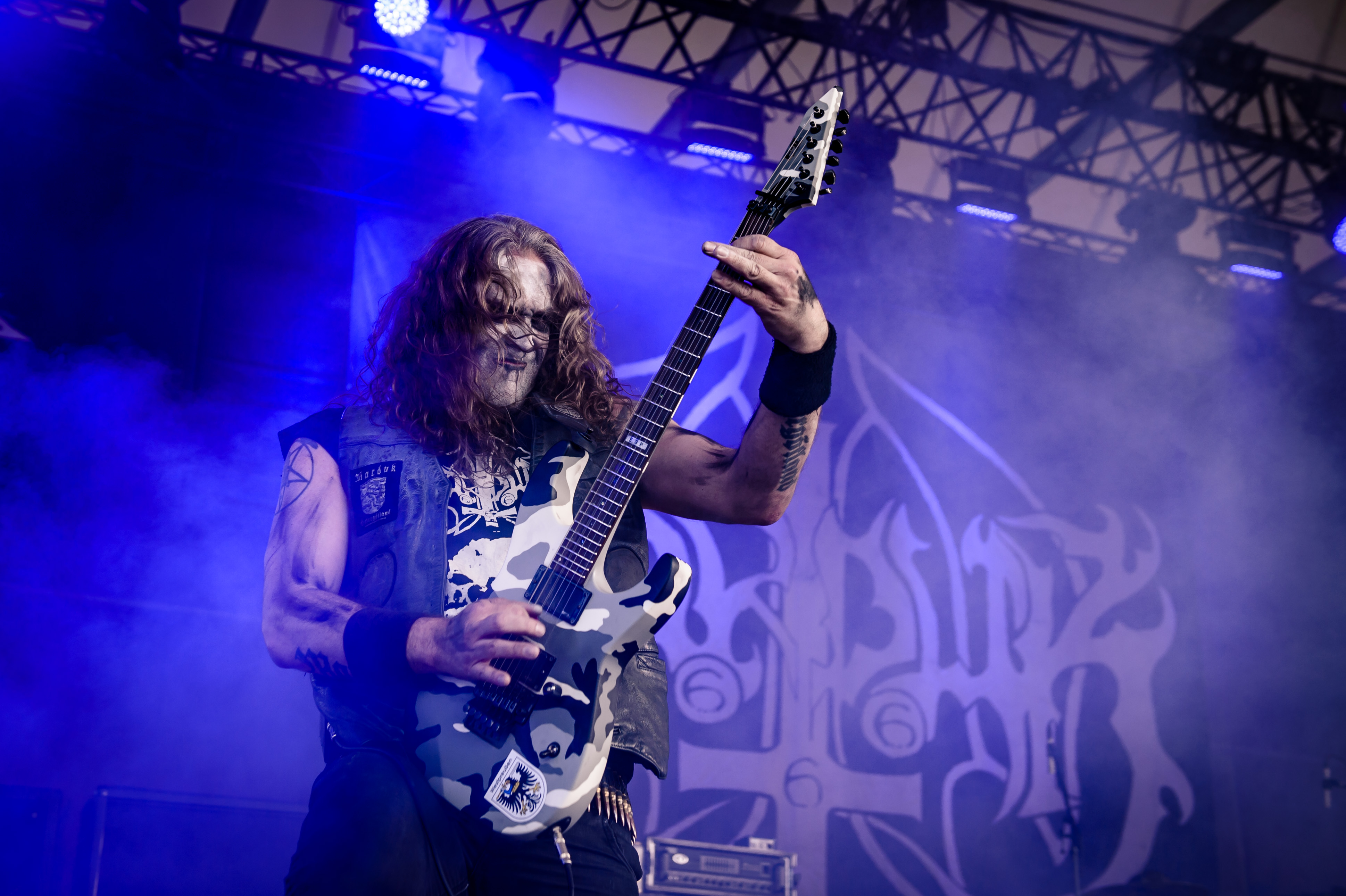
イーヴル(G) 2018年

### 旧メンバー

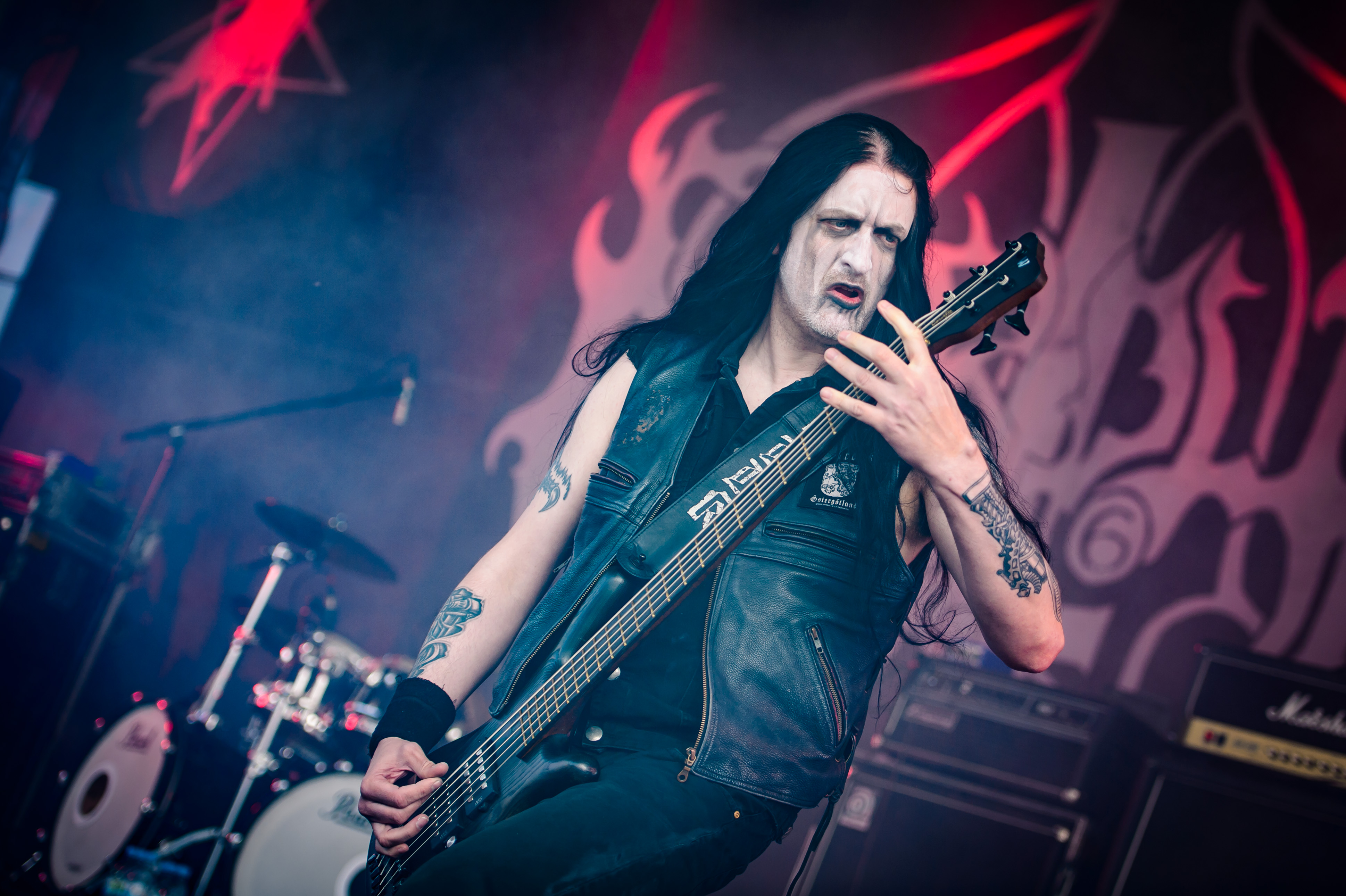
ディーヴォ(B) 2018年

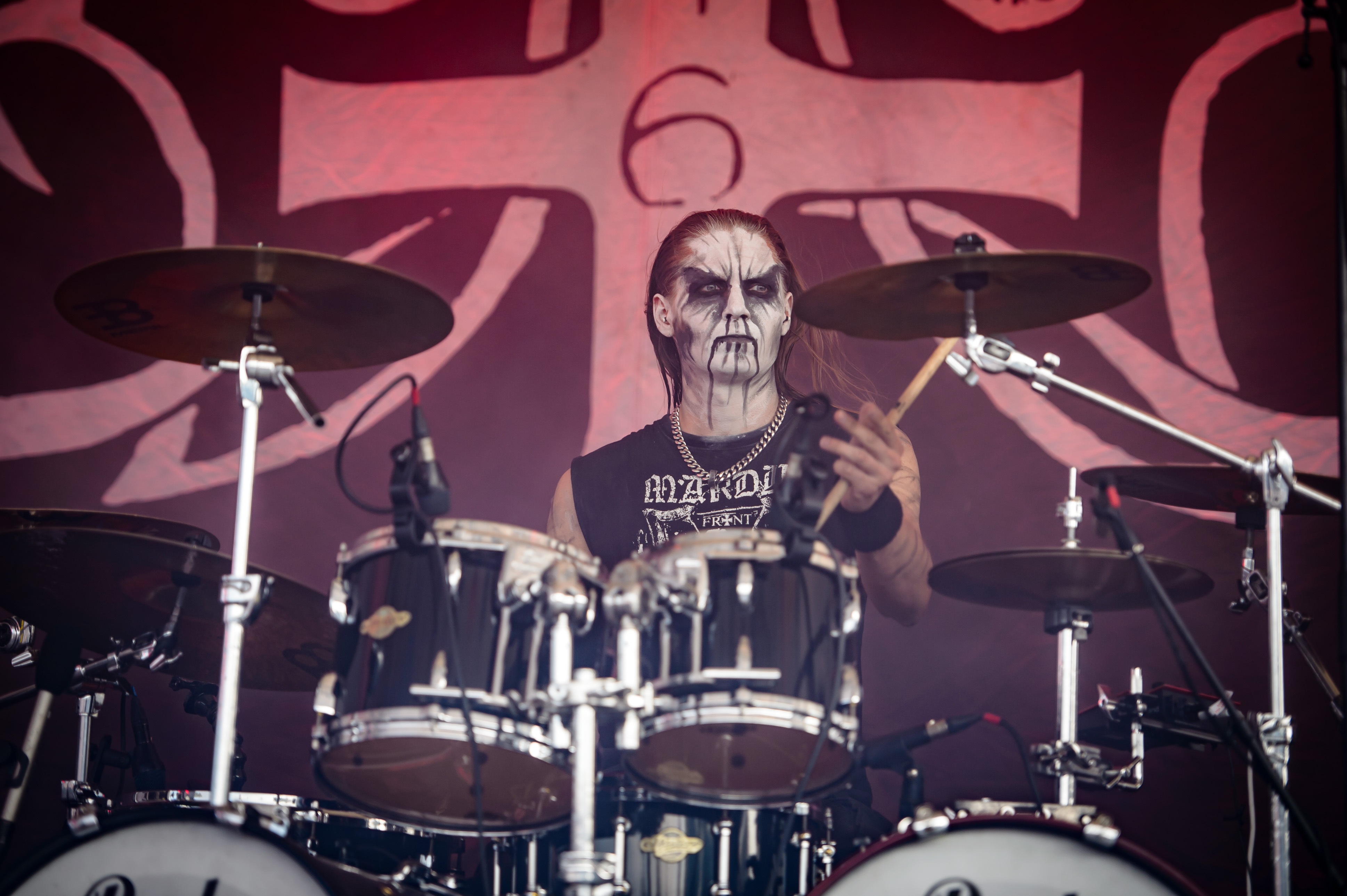
フレドリック(Ds) 2018年

- アンドレアス・"ドレッド"・アクセルソン (Andreas "Dread" Axelsson) - ボーカル (1990-1993)
インキャパシティでも活動。また、エッジ・オブ・サニティでは、ギタリストとして活動していた。
- ヨアキム・ゴスベリ (Joakim Gothberg) - ドラムス (1990-1993)/ボーカル(1993-1995)
ディメンション・ゼロでも活動。
- エリク・"リージョン"・ハグステッド (Erik "Legion" Hagstedt) - ボーカル (1995-2003)
ザ・ホーンテッドのパトリック・ヤンセンのサイドプロジェクト・ウィッチリーでも活動。
- キム・オサラ (Kim Osara) - ギター (1995-1996)
- ピーター・テクレン (Peter Tägtgren) - ギター (1997)
ヒポクリシーの中心人物。アビス・スタジオのオーナーでもある。
- リカルド・カルム (Rickard Kalm) - ベース (1990-1992)
- B・ウォー (B. War、本名：ローゲル・"ボギー"・スヴェンソン (Roger "Bogge" Svensson)) - ベース (1992-2003)
- マグヌス・"ディーヴォ"・アンデション (Magnus "Devo" Andersson) - ベース (2004-2019)/ギター (1992-1994)
- フレドリック・"フレーディング"・アンデション (Fredrik "Froding" Andersson) - ドラムス (1993-2002)
アモン・アマースやThis Endingで活動するドラマー、Fredrik Anderssonは、同姓同名の別人である。
- エミル・ドラグティノヴィッチ (Emil Dragutinovic) - ドラムス (2002-2006)
Devianでも活動していた。ザ・リージョンで活動中。
- ラーシュ・ブロッデソン (Lars Broddesson) - ドラムス (2006-2013)
- フレドリック・ウィディグス (Fredrik Widigs) - ドラムス (2013-2018)

## ディスコグラフィー

### アルバム
オリジナル・アルバム
- DARK ENDLESS(1st 1992)
- THOSE OF THE UNLIGHT(2nd 1993)
- OPUS NOCTURNE(3rd 1994)
- HEAVEN SHALL BURN... WHEN WE ARE GATHERED(4th 1996)
- NIGHTWING(5th 1998)
Slay the Nazareneではウィッカーマンの音声がサンプリングされている。
- PANZER DIVISION MARDUK(6th 1999)
- LA GRANDE DANSE MACABRE(7th 2001)
- WORLD FUNERAL(8th 2003)
With Satan and Victorious Weaponsには薔薇の名前の音声がサンプリングされている。
- PLAGUE ANGEL(9th 2004)
- ROM 5:12(10th 2007)
- WORMWOOD(11th 2009)
- SERPENT SERMON(12th 2012)
- FRONTSCHWEIN (13th 2015)
- VIKTORIA (14th 2018)

ライブ・アルバム
- LIVE IN GERMANIA
- INFERNAL ETERNAL
- WARSCHAU(ライブアルバム)

EP/ミニアルバム
- FUCK ME JESUS
- GLORIFICATION
- OBEDIENCE
- HEARSE
- DEATHMARCH
- WARSCHAU

デモ
- HERE'S NO PEACE(再発版)

### 映像作品
- FUNERAL MARCHES AND WARSONGS
- BLACKCROWNED
- BLOOD PUKE SALVATION